# Vlag van Loir-et-Cher

Vlag van Loir-et-Cher

De vlag van Loir-et-Cher is de niet-officiële vlag van het Franse departement Loir-et-Cher. Net als de meeste andere departementen van Frankrijk heeft Loir-et-Cher geen officiële vlag, maar wordt de hier rechts afgebeelde vlag op niet-officiële wijze gebruikt. De vlag is afgeleid van het wapen van dit departement.
De vlag is golvend doorsneden in tweeën; aan de bovenkant is blauw, met twee gouden lelies met daarboven een witte barensteel, aan de onderkant is geel, met een blauwe lelie.
Het ontwerp is gebaseerd op de vlag van de voormalige provincie Orléanais, met de golvende tweedeling die de Loire symboliseert, die het departement in tweeën deelt.

Vlag van Orléanais